# کنا (ونتو)
کُنا (به ایتالیایی: Cona) یک کومونه در ایتالیا است که در استان ونیز واقع شده‌است. کنا ۶۹ کیلومتر مربع مساحت و ۱ نفر جمعیت دارد و ۳ متر بالاتر از سطح دریا واقع شده‌است.